# Lista celor mai mari bănci
Următoarele sunt liste ale celor mai mari bănci comerciale din lume, măsurate prin activele totale.
| Rang | Numele băncii (în engleză)              | Active totale (2023) (miliarde USD) |
| ---- | --------------------------------------- | ----------------------------------- |
| 1    | Industrial and Commercial Bank of China | 6,303.44                            |
| 2    | Agricultural Bank of China              | 5,623.12                            |
| 3    | China Construction Bank                 | 5,400.28                            |
| 4    | Bank of China                           | 4,578.28                            |
| 5    | JPMorgan Chase                          | 3,875.39                            |
| 6    | Bank of America                         | 3,180.15                            |
| 7    | HSBC                                    | 2,919.84                            |
| 8    | BNP Paribas                             | 2,867.44                            |
| 9    | Mitsubishi UFJ Financial Group          | 2,816.77                            |
| 10   | Crédit Agricole                         | 2,736.95                            |
| 11   | Postal Savings Bank of China            | 2,217.86                            |
| 12   | Citigroup                               | 2,200.83                            |
| 13   | SMBC Group                              | 2,027.34                            |
| 14   | Banco Santander                         | 1,986.36                            |
| 15   | Bank of Communications                  | 1,982.89                            |
| 16   | Wells Fargo                             | 1,932.47                            |
| 17   | Mizuho Financial Group                  | 1,923.56                            |
| 18   | Barclays                                | 1,891.72                            |
| 19   | Société Générale                        | 1,717.49                            |
| 20   | UBS                                     | 1,717.25                            |
| 21   | Groupe BPCE                             | 1,706.80                            |
| 22   | Goldman Sachs                           | 1,641.59                            |
| 23   | Japan Post Bank                         | 1,625.60                            |
| 24   | Royal Bank of Canada                    | 1,566.41                            |
| 25   | China Merchants Bank                    | 1,555.30                            |
| 26   | Deutsche Bank                           | 1,450.57                            |
| 27   | Industrial Bank (China)                 | 1,432.59                            |
| 28   | Toronto-Dominion Bank                   | 1,428.29                            |
| 29   | China CITIC Bank                        | 1,276.63                            |
| 30   | Crédit Mutuel                           | 1,262.95                            |
| 31   | Shanghai Pudong Development Bank        | 1,207.18                            |
| 32   | Morgan Stanley                          | 1,193.69                            |
| 33   | Lloyds Banking Group                    | 1,122.76                            |
| 34   | China Minsheng Bank                     | 1,082.37                            |
| 35   | ING Group                               | 1,078.35                            |
| 36   | Intesa Sanpaolo                         | 1,066.74                            |
| 37   | Scotiabank                              | 1,041.11                            |
| 38   | Bank of Montreal                        | 990.19                              |
| 39   | China Everbright Bank                   | 955.14                              |
| 40   | NatWest Group                           | 882.30                              |
| 41   | UniCredit                               | 872.90                              |
| 42   | Commonwealth Bank                       | 868.74                              |
| 43   | Banco Bilbao Vizcaya Argentaria         | 857.25                              |
| 44   | Standard Chartered                      | 822.84                              |
| 45   | La Banque postale                       | 815.91                              |
| 46   | Ping An Bank                            | 787.93                              |
| 47   | State Bank of India                     | 780.05                              |
| 48   | ANZ Group                               | 769.59                              |
| 49   | Canadian Imperial Bank of Commerce      | 726.27                              |
| 50   | DZ Bank                                 | 712.49                              |
| 51   | Norinchukin Bank                        | 702.03                              |
| 52   | National Australia Bank                 | 683.41                              |
| 53   | Rabobank                                | 678.45                              |
| 54   | CaixaBank                               | 671.13                              |
| 55   | Westpac                                 | 664.50                              |
| 56   | U.S. Bancorp                            | 663.49                              |
| 57   | Nordea                                  | 662.71                              |
| 58   | Capital One                             | 629.99                              |
| 59   | Sberbank                                | 581.88                              |
| 60   | Commerzbank                             | 571.64                              |
| 61   | Huaxia Bank                             | 562.58                              |
| 62   | PNC Financial Services                  | 561.58                              |
| 63   | DBS Group                               | 560.10                              |
| 64   | Itaú Unibanco                           | 555.72                              |
| 65   | KB Financial Group                      | 551.94                              |
| 66   | Danske Bank                             | 542.81                              |
| 67   | Truist Financial Corp                   | 535.35                              |
| 68   | Shinhan Financial Group                 | 533.48                              |
| 69   | Resona Holdings                         | 527.53                              |
| 70   | Sumitomo Mitsui Trust Holdings          | 520.34                              |
| 71   | Bank of Beijing                         | 503.31                              |
| 72   | China Guangfa Bank                      | 495.55                              |
| 73   | Charles Schwab Corporation              | 493.18                              |
| 74   | HDFC Bank                               | 464.34                              |
| 75   | Bank of Jiangsu                         | 457.25                              |
| 76   | Hana Financial Group                    | 456.47                              |
| 77   | Banco do Brasil                         | 447.72                              |
| 78   | Nationwide Building Society             | 446.95                              |
| 79   | China Zheshang Bank                     | 443.37                              |
| 80   | Oversea-Chinese Banking Corporation     | 441.53                              |
| 81   | Bank of Shanghai                        | 435.14                              |
| 82   | ABN AMRO                                | 417.72                              |
| 83   | BNY                                     | 409.88                              |
| 84   | United Overseas Bank                    | 396.62                              |
| 85   | [[Banco Bradesco\| Banco Bradesco]]     | 394.76                              |
| 86   | Nonghyup Bank                           | 394.46                              |
| 87   | Nomura Holdings                         | 388.42                              |
| 88   | Woori Financial Group                   | 384.04                              |
| 89   | KBC Group                               | 383.47                              |
| 90   | Caixa Econômica Federal                 | 377.29                              |
| 91   | Erste Group                             | 372.67                              |
| 92   | Landesbank Baden-Württemberg            | 368.41                              |
| 93   | Bank of Ningbo                          | 365.96                              |
| 94   | SEB Group                               | 358.79                              |
| 95   | Raiffeisen Group                        | 352.87                              |
| 96   | Handelsbanken                           | 351.79                              |
| 97   | Industrial Bank of Korea                | 345.81                              |
| 98   | [[DNB\| DNB]]                           | 339.21                              |
| 99   | Qatar National Bank                     | 338.14                              |
| 100  | VTB Bank                                | 326.85                              |

### Bănci după țară
| Rang | Țară           | Număr |
| ---- | -------------- | ----- |
| 1    | China          | 20    |
| 2    | United States  | 12    |
| 3    | Japan          | 8     |
| 4    | France         | 6     |
| 4    | South Korea    | 6     |
| 4    | United Kingdom | 6     |
| 7    | Canada         | 5     |
| 8    | Australia      | 4     |
| 8    | Brazil         | 4     |
| 8    | Germany        | 4     |
| 11   | Netherlands    | 3     |
| 11   | Singapore      | 3     |
| 11   | Spain          | 3     |
| 14   | India          | 2     |
| 14   | Italy          | 2     |
| 14   | Russia         | 2     |
| 14   | Sweden         | 2     |
| 14   | Switzerland    | 2     |
| 19   | Austria        | 1     |
| 19   | Belgium        | 1     |
| 19   | Denmark        | 1     |
| 19   | Finland        | 1     |
| 19   | Norway         | 1     |
| 19   | Qatar          | 1     |

## Anul 2011
| Rang | Numele instiuției                             | 2011    | Sediu                      |
| ---- | --------------------------------------------- | ------- | -------------------------- |
| 1    | Deutsche Bank AG                              | 2.164 € | Frankfurt, Germania        |
| 2    | BNP Paribas SA                                | 1.965 € | Paris, Franța              |
| 3    | Industrial & Commercial Bank of China Limited |         | Beijing, China             |
| 4    | Barclays Bank PLC                             |         | Londra, Regatul Unit       |
| 5    | Japan Post Bank Co Ltd                        |         | Tokyo, Japonia             |
| 6    | Crédit Agricole SA                            | 1.723 € | Montrouge, Franța          |
| 7    | The Royal Bank of Scotland plc                |         | Edinburgh, Regatul Unit    |
| 8    | China Construction Bank Corporation           |         | Beijing, China             |
| 9    | The Bank of Tokyo-Mitsubishi UFJ Ltd          |         | Tokyo, Japonia             |
| 10   | Bank of China Limited                         |         | Beijing, China             |
| 11   | Agricultural Bank of China Limited            |         | Beijing, China             |
| 12   | JPMorgan Chase Bank National Association      |         | New York, SUA              |
| 13   | Sumitomo Mitsui Banking Corporation           |         | Tokyo, Japonia             |
| 14   | Banco Santander SA                            | 1.218 € | Boadilla del Monte, Spania |
| 15   | Lloyds TSB Bank plc                           |         | Londra, Regatul Unit       |
| 16   | Société Générale                              | 1.181 € | Paris La Défense, Franța   |
| 17   | UBS AG                                        |         | Zürich, Elveția            |
| 18   | BPCE                                          |         | Paris, Franța              |
| 19   | Bank of America NA                            |         | Charlotte, SUA             |
| 20   | Citibank NA                                   |         | New York, SUA              |
| 21   | HSBC Bank plc                                 |         | Londra, Regatul Unit       |
| 22   | ING Bank NV                                   | 1.279 € | Amsterdam, Olanda          |
| 23   | UniCredit SpA                                 |         | Milano, Italia             |
| 24   | Wells Fargo Bank NA                           |         | San Francisco, SUA         |
| 25   | Credit Suisse AG                              |         | Zürich, Elveția            |
| 26   | Crédit Agricole Corporate and Investment Bank |         | Paris La Défense, Franța   |
| 27   | China Development Bank Corporation            |         | Beijing, China             |
| 28   | Rabobank Nederland                            |         | Utrecht, Olanda            |
| 29   | Nordea Bank AB                                | 187,4 € | Stockholm, Suedia          |
| 30   | Mizuho Bank Ltd                               |         | Tokyo, Japonia             |